# 岩手県立宮古恵風支援学校
岩手県立宮古恵風支援学校（いわてけんりつ みやこけいふうしえんがっこう）は、岩手県宮古市にある県立特別支援学校。

## 学部
- 小学部
- 中学部
- 高等部

## アクセス
宮古駅より
- 岩手県北バス利用。
  - 「小本駅前」行で20分、「女遊戸(おなっぺ)」バス停下車。徒歩30分
- 車あるいはタクシーで約20分。

## 沿革
- 1979年4月：宮古市立はまゆり養護学校として開校
- 1982年8月：プール竣工
- 2000年
  - 3月：県立移管に伴い、宮古市立はまゆり養護学校を閉校
  - 4月：岩手県立宮古養護学校として開校
- 2001年4月：高等部設置
- 2009年4月：岩手県立宮古恵風支援学校に改称

## その他
- 1979年に宮古市立崎山小学校・崎山中学校の「やまゆり」分校が独立し、前身の「宮古市立やまゆり養護学校」が開校したが、分校から独立後も本校と崎山小・崎山中との交流学習が続いている[1]。